# Amin al-Khuli
Amin al-Khuli (en arabe أمين الخولي) est un écrivain égyptien né en 1895 et mort en 1966.
Il est considéré comme un pionnier dans l'approche littéraire en matière d'exégèse du Coran : malgré son caractère sacré, le Texte peut faire l'objet du même type d'analyse que toute œuvre littéraire.

## Biographie
Il est né le 1er mai 1895 à Shushay puis a vécu au Caire. Très tôt, il connaît le Coran par cœur. Il étudie à la madrasa al Qada al-Sha'i, où il se familiarise avec les enseignements de Mohamed 'Abduh. En 1919, il s'engage dans la lutte contre le colonialisme britannique. Il obtient un poste d'enseignant en 1920 puis voyage en Europe : à Rome et Berlin. De retour en Égypte, il enseigne à l'université Al-Azhar. Puis il prend la succession de Ṭaha Ḥusayn à la chaire de littérature arabe de la faculté de lettres de l'Université Fouad 1er, devenue depuis Université du Caire,. Il est cofondateur de la revue littéraire Al-Adab.

## Analyse littéraire du Coran
Il est tenu pour l'un des principaux réformateurs de ce genre qu'est la balaghah (rhétorique islamique).
Il préconise une approche du Coran qui considère le texte comme un tout, évite de le morceler en une étude verset par verset qui fait perdre de vue la cohérence de l'ensemble, et conseille au contraire de rapprocher les versets qui portent sur des thèmes semblables.
Son approche du texte sacré de l'islam en tant qu'œuvre littéraire s'inscrit dans la continuité d'un questionnement sur la nature inimitable (iʿjaz) du Coran, tiré du texte lui-même : « si les hommes et les jinns étaient assemblés avec le dessein de produire un livre tel que le Coran, ils ne pourraient en produire un semblable, même s'ils s'aidaient les uns les autres.» (XVII, 88) Certains considèrent que le Coran, étant la Parole même de Dieu, ne peut être soumis à la même analyse qu'un texte d'origine humaine. Mais, loin de discréditer le texte, Al-Khuli tient le Coran pour « le plus grand texte arabe ». Il prend au sérieux l'affirmation du caractère inégalable du Coran et se lance dans l'étude des moyens rhétoriques mis au service de la diffusion du message prophétique. Cette approche littéraire est féconde en termes de compréhension, puisqu'il nous apprend par exemple que le style et le lexique employés pour parler des esclaves soulignent leur dimension humaine et révèlent une désapprobation implicite de cette pratique.
À la suite d'al-Jurjani, Khuli souligne la nécessité de l'approche littéraire pour bien comprendre ce qui fait du Coran une œuvre unique en son genre. Mais il faut selon lui ajouter à l'étude de la rhétorique les méthodes de la critique littéraire et l'analyse psychologique des effets du texte sur le lecteur. Il faut aussi tenir compte du contexte, c'est pourquoi l'exégète doit connaître l'histoire de l'établissement du Texte et celle de la langue arabe.
En revanche, il récuse l'exégèse dite scientifique, qui consiste à vouloir prouver la valeur du Coran en y découvrant les prémices de découvertes scientifiques modernes. Lors d'un congrès au Caire en 1957, dont le sujet est de savoir si le Coran contient l'annonce du lancement du satellite Spoutnik, il affirme que le livre saint de l'islam est avant tout destiné à guider les croyants dans le domaine spirituel. 

### La thèse de khalafallah
Il a pour disciple Muhammad Khalafallah (en), qui publie en 1947, sous sa direction, une thèse sur «L'art du récit dans le saint Coran» (al-fann al-qasasî fî al-qur'ân al-karîm). Le scandale suscité par ce travail auprès des plus conservateurs coûte à Al-Khuli sa carrière.
Muhammad Khalafallah met en application les recommandations de son maître. Il s'inspire aussi des vues de Mohamed 'Abduh sur la valeur des récits coraniques : les histoires qui figurent dans le Coran ne valent pas en tant que documents historiques, mais par leur signification éthique et spirituelle. C'est pourquoi les faits y sont rapportés sans souci de précision de dates et de lieux : l'essentiel n'est pas là, ce qui compte c'est l'effet produit sur l'auditeur ou le lecteur. Abu Zayd explique en ces termes l'idée de Khalafallah :  « Les récits coraniques sont des œuvres littéraires servant des objectifs éthiques, spirituels et religieux. C’est donc une méprise méthodologique fatale que de prétendre lire les récits du Coran comme des faits purement historiques. » Khalafallah replace les récits dans le contexte de leur révélation, afin de discerner ce qui, dans le Coran, a valeur universelle, ou relative au contexte de l'époque. Par exemple, les références à la sorcellerie, ou aux anges, sont selon lui des concessions faites aux superstitions des Bédouins, destinées à leur rendre le message prophétique plus convaincant. Khalafallah prend en compte aussi dans la compréhension du texte la psychologie du Prophète et son évolution, en fonction notamment de la réception de son message par ses auditeurs.
Mais il ne met pas en question l'authenticité de la Révélation. Il reprend plutôt le thème traditionnel de l'inimitabilité du Coran, comme en témoigne le titre de la première version de sa thèse - Min asrar al-iʿjaz (« Les secret de l'inimitabilité du Coran »).
Les détracteurs de la thèse arguent du fait que son auteur traite du Coran comme s'il s'agissait d'une œuvre humaine, et non de la parole divine. Une lettre est publiée, qui réclame que Khalafallah et son directeur de thèse al-Khuli soient traduits en justice pour crime contre le Coran. La thèse est refusée. Khalafallah est muté, et al-Khuli n'est plus autorisé à enseigner les études coraniques. La chaire qu'il occupait restera vacante jusqu'en 1972, quand Abu Zayd prendra sa succession. Khalafallah obtiendra finalement un doctorat, mais avec une thèse sur Abu al-Faraj al-Isfahani, un sujet moins sensible. Cependant, il choisit d'en confier la direction à celui qui l'a soutenu lors de la polémique, Amin al-Khuli,.
Al-khuli a inspiré un autre disciple, 'Aicha Abd al-Rahman, qui est devenue son épouse. Elle a mis en œuvre les principes de celui qui a été son professeur pour écrire un commentaire du Coran, le Tafsīr al-Bayānī, où elle applique les méthodes de la critique littéraire à l'exégèse,.

## Islam et protestantisme
Lors d'une conférence sur « l’islam et la Réforme protestante » au Congrès de l’histoire des religions en 1935, il avance une thèse audacieuse sur l'influence de l'islam dans la naissance du mouvement protestant. Au-delà de son caractère discutable, cette théorie vaut par l'étude des relations inter-religieuses sur laquelle elle s'appuie. La Réforme du christianisme et sa relation avec l'islam exprime sa vision de l'unité des religions.

## Œuvres
- al-Aʻmāl al-kāmilah (« Œuvres complètes ») ;
- al-Balāghah al-ʻArabīyah wa-athar al-falsafah fīhā (sur la rhétorique et la langue arabe) ;
- al-Imām Mālik ibn Anas
- Al-moghani in monotheism and equity
- al-Mujaddidūn fī al-Islām (« Les rénovateurs de l'islam »)
- Al-ǧundiyyaẗ wa-al-silm
- Manāhiǧ al-taǧdīd fī al-naḥw wa-al-balāġaẗ wa-al-tafsīr wa-al-adab (« Nouveau programme en grammaire, rhétorique, interprétation et littérature »)
- Kitāb al-ẖayr : dirāsaẗ mawsūʿiyyat li-l-falsafaẗ al-adabiyyaẗ (« Le grand livre : étude encyclopédique de la philosophie littéraire »)
- Dirāsāt luġawiyyaẗ (« Études linguistiques »)
- Fī al-adab al-miṣrī (sur la civilisation égyptienne).

## Autorités
- VIAF
- ISNI
- BnF (données)
- IdRef
- LCCN
- GND
- Italie
- Pays-Bas
- Israël
- Suède
- Norvège